# Каталог Коллиндера
Каталог Коллиндера — каталог рассеянных звёздных скоплений, опубликованный в 1931 году шведским астрономом Пером Коллиндером (Per Collinder). Каталог являлся приложением к публикации Коллиндера «О структурных характеристиках рассеянных галактических скоплений и их пространственном распределении».
Каталог содержит 471 объект. Обозначение объектов в каталоге — номерное, с использованием префикса Col или Cr, например «Cr 399». Примеры обозначения некоторых объектов в каталоге Коллиндера: Ясли — Collinder 189, Плеяды — Collinder 42, Гиады — Collinder 50.